# United States Army Pacific
Lo United States Army Pacific (USARPAC)  è un comando regionale dell'Esercito degli Stati Uniti, responsabile di tutte le sue unità schierate nell'Oceano Pacifico e nell'Asia Orientale. Il suo quartier generale è situato presso Fort Shafter, nelle Hawaii.

## Organizzazione

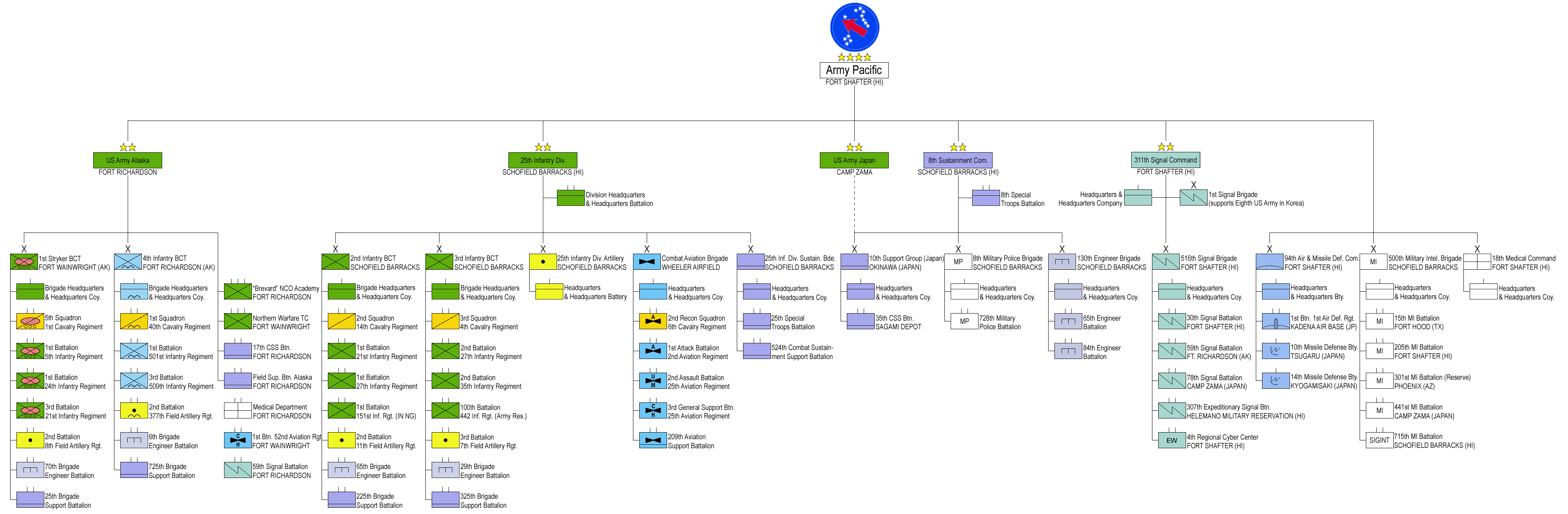
Organigramma dell'US Army Pacific

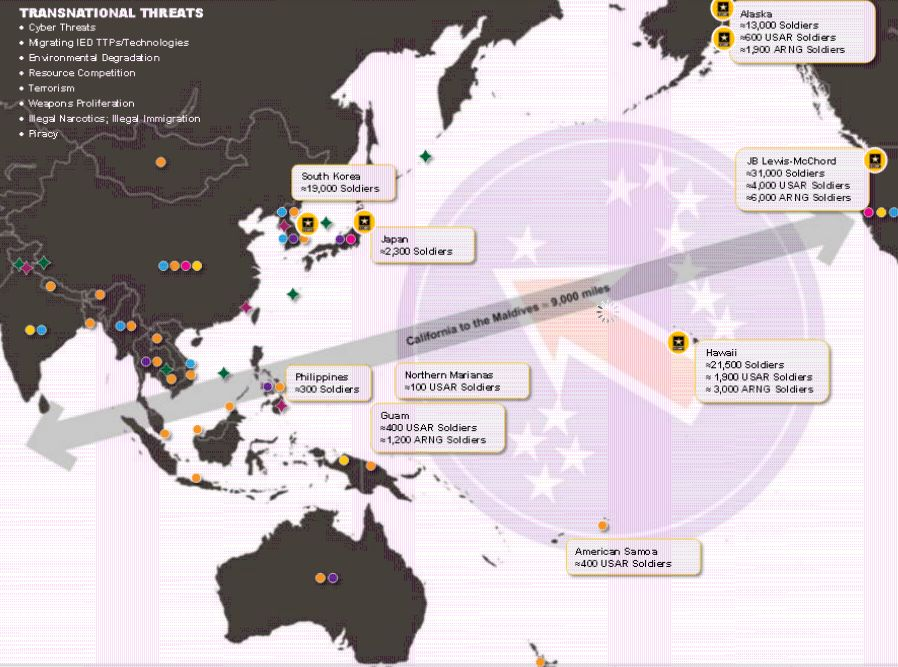
La zona di responsabilità dell'US Army Pacific

Al gennaio 2019 il comando controlla le seguenti unità:
- Headquarters & Headquarters Battalion

### Eighth Army, Yongsan Garrison, Corea del Sud
Componente terrestre dello United States Forces Korea
- Headquarters & Headquarters Battalion
  - Headquarters & Service Company
  - Operations Company
  - Intelligence & Sustainment Company
- 2nd Infantry Division (ROK-US Combined Division)
  - Division Headquarters & Headquarters Battalion
  - 2nd Infantry Division, ROK-U.S. Combined Division Staff
  - 2nd Combat Aviation Brigade
  -  210th Field Artillery Brigade
    - Headquarters & Service Company
    -  70th Brigade Support Battalion
    -  1st Battalion, 38th Field Artillery Regiment (MLRS)
    -  6th Battalion, 37th Field Artillery Regiment (MLRS)

  - Sustainment Brigade, 2nd Infantry Division
- 19th Expeditionary Sustainment Command
  - Headquarters & Headquarters Company
  - Materiel Support Command Korea
  -  94th Military Police Battalion
    -  Headquarters & Headquarters Company (Area III)
    -  55th Military Police Company (Area I)
    -  142nd Military Police Company (-) (Area II)
      - 503rd Military Working Dog Detachment

    -  557th Military Police Company (Area III)
    -  188th Military Police Company (Area IV)
    - U.S.Army Correctional Activity-Korea
- 1st Signal Brigade
  - Headquarters & Headquarters Company
  -  41st Signal Battalion
    -  Headquarters & Headquarters Company
    -  169th Signal Company
    -  275th Signal Company
    -  293rd Signal Company
    -  362nd Signal Company
    -  501st Signal Company

  -  304th Expeditionary Signal Battalion
    -  Headquarters & Headquarters Company
    -  Company A
    -  Company B
    -  Company C

  - U.S.Army Communications Information System Activity, Pacific
- 35th Air Defense Brigade
  -  2nd Battalion, 1st Air Defense Artillery Regiment
    -  Headquarters & Headquarters Battery
    -  Battery A - MIM-104 Patriot
    -  Battery B - MIM-104 Patriot
    -  Battery C - MIM-104 Patriot
    -  Battery D - MIM-104 Patriot
    -  Company E (Maintenance)

  -  6th Battalion, 52nd Air Defense Artillery Regiment
    -  Headquarters & Headquarters Battery
    -  Battery A - MIM-104 Patriot
    -  Battery B - MIM-104 Patriot
    -  Battery C - MIM-104 Patriot
    -  Battery D - MIM-104 Patriot
    -  Battery E - Avenger
    -  Company F (Maintenance)

  -  D Battery, 2nd Air Defense Artillery - THAAD
- 65th Medical Brigade
- 501st Military Intelligence Brigade
  - Headquarters & Headquarters Company
  -  532nd Military Intelligence Battalion (Operations)
  -  524th Military Intelligence Battalion (Forward Collection)
  -  3rd Military Intelligence Battalion (Aerial Exploitation)
    -  Headquarters & Headquarters Company
    -  Company A (ARL) - Equipaggiata con DHC-7 e DHC-8
    -  Company B (GRCS) - Equipaggiata con RC-12X Guardrail

  - 719th Military Intelligence Battalion (Warning Intelligence Analysis)
  -  368th Military Intelligence Battalion (Theater Support) (USAR)
- 2501st Digital Liaison Detachment
- 2502nd Digital Liaison Detachment
- 3rd Battlefield Coordination Detachment, Osan Air Base, corea del Sud - Coordina le operazioni con la U.S.A.F. attraverso il 607th Air Operations Center
- Korean Service Corps Battalion
- UNC Security Battalion-Joint Security Area
- 4th Battalion, 58th Aviation Regiment (Airfield Operations) - Sotto il controllo operativo dell'Air Traffic Services Command
- Korean Field Office
- Joint U.S.Military Affairs Group-Korea
- U.S.Corps of Engineer Far East District
- Eighth Army Noncommissioned Officers Academy
- Eighth Army Band
- Army Special Operations Forces Liaison Element-Korea (ALE-K)
- Training Support Activity Korea

### 11th Airborne Division, Joint Base Elmendorf-Richardson, Alaska
- 1st Infantry Brigade Combat Team, Joint Base Elmendorf-Richardson, Alaska - "Arctic Angels"
  -  Headquarters & Headquarters Company
  -  1st Battalion, 5th Infantry Regiment
    -  Headquarters & Headquarters Company
    -  Company A
    -  Company B
    -  Company C

  -  1st Battalion, 24th Infantry Regiment
    -  Headquarters & Headquarters Company
    -  Company A
    -  Company B
    -  Company C

  -  3rd Battalion, 21st Infantry Regiment
    -  Headquarters & Headquarters Company
    -  Company A
    -  Company B
    -  Company C

  -  5th Squadron, 1st Cavalry Regiment
    -  Headquarters & Headquarters Troop
    -  Troop A
    -  Troop B
    -  Troop C
    -  Troop D (Anti-Tank)

  -  2nd Battalion, 8th Field Artillery Regiment
    -  Headquarters & Headquarters Battery
    -  Battery A
    -  Battery B
    -  Battery C

  -  70th Brigade Engineer Battalion
    -  Headquarters & Headquarters Company
    -  Company A (Combat Engineer)
    -  Company B (Combat Engineer)
    -  Company C (Signal Network Support)
    -  Company D (-) (Military Intelligence)
      - TUAS Platoon - Equipaggiato con 4 RQ-7B Shadow

  -  25th Brigade Support Battalion - 
    -  Headquarters & Headquarters Company
    -  Company A (DISTRO)
    -  Company B (Maint)
    -  Company C (MED)
    -  Company D (Forward Support), aggregata al 5th Squadron, 1st Cavalry Regiment
    -  Company E (Forward Support), aggregata al 70th Brigade Engineer Battalion
    -  Company F (Forward Support), aggregata al 2nd Battalion, 8th Field Artillery Regiment
    -  Company G (Forward Support), aggregata al 1st Battalion, 5th Infantry Regiment
    -  Company H (Forward Support), aggregata al 1st Battalion, 24th Infantry Regiment
    -  Company J (Forward Support), aggregata al 3rd Battalion, 21st Infantry Regiment

- 4th Infantry Brigade Combat Team (Airborne), Joint Base Elmendorf-Richardson, Alaska - "Spartan"
  -  Headquarters & Headquarters Company
  -  1st Battalion, 501st Infantry Regiment - "1 Geronimo" 
    -  Headquarters & Headquarters Company
    -  Company A
    -  Company B
    -  Company C
    -  Company D (Weapons)

  -  1st Battalion, 509th Infantry Regiment - "3 Geronimo"
    -  Headquarters & Headquarters Company
    -  Company A
    -  Company B
    -  Company C
    -  Company D (Weapons)

  -  1st Squadron, 40th Cavalry Regiment - "Denali"
    -  Headquarters & Headquarters Troop
    -  Troop A
    -  Troop B
    -  Troop C

  -  2nd Battalion, 377th Field Artillery Regiment - "Spartan Steel"
    -  Headquarters & Headquarters Battery
    -  Battery A
    -  Battery B
    -  Battery C

  -  6th Brigade Engineer Battalion - "Oak"
    -  Headquarters & Headquarters Company
    -  Company A (Combat Engineer)
    -  Company B (Combat Engineer)
    -  Company C (Signal Network Support)
    -  Company D (-) (Military Intelligence)
      - TUAS Platoon - Equipaggiato con 4 RQ-7B Shadow

  -  725th Brigade Support Battalion - "Centurion"
    -  Headquarters & Headquarters Company
    -  Company A (DISTRO)
    -  Company B (Maint)
    -  Company C (MED)
    -  Company D (Forward Support), aggregata al 1st Squadron, 40th Cavalry Regiment
    -  Company E (Forward Support), aggregata al 6th Brigade Engineer Battalion
    -  Company F (Forward Support), aggregata al 2rd Battalion, 377th Field Artillery Regiment
    -  Company G (Forward Support), aggregata al 1st Battalion, 501st Infantry Regiment
    -  Company H (Forward Support), aggregata al 1st Battalion, 509th Infantry Regiment
- 1st Battalion, 25th Aviation Regiment (Attack & Reconnaissance), 25th Infantry Division
- 1st Battalion, 52nd Aviation Regiment (General Support), 16th Combat Aviation Brigade, I Corps
- 17th Combat Sustainment Support Battalion - Joint Base Elmendorf-Richardson, Alaska

### United States Army Japan
- Headquarters & Headquarters Company
- 35th Combat Sustainment Support Battalion
- 10th Support Group (Regional)
- Ammunition Depot, 10th Support Group (Regional)
- BG Crawford F.Sams Health Clinic
- Public Health Activity, Japan

### 94th Army Air and Missile Defense Command
- 38th Air Defense Artillery Brigade - Camp Zama, Giappone - Sotto il controllo operativo dello U.S.Army Japan
  -  1st Battalion, 1st Air Defense Artillery Regiment - Kadena Air Force Base, Okinawa
    -  Headquarters & Headquarters Battery
    -  Battery A - MIM-104 Patriot
    -  Battery B - MIM-104 Patriot
    -  Battery C - MIM-104 Patriot
    -  Battery D - MIM-104 Patriot
    -  Company E (Maintenance)

  - Task Force Talon
  -  10th Missile Defense Battery, 100th Missile Defense Brigade
  -  14th Missile Defense Battery, 100th Missile Defense Brigade
  -  E Battery, 3rd Air Defense Artillery, Guam - THAAD

### 8th Theater Sustainment Command
- 8th Military Police Brigade
- 8th Special Troops Battalion
  -  605th Transportation Detachment - Equipaggiato con LSV-2 CW3 Harold A.Clinger
  -  805th Transportation Detachment - Equipaggiato con LSV-3 Gen. Brehon B.Somervell
- 130th Engineer Brigade
  -  84th Engineer Battalion (Construction Effects)
    -  Headquarters & Headquarters Company
    -  Forward Support Company
    -  523rd Engineer Company (Horizontal)
    -  561st Engineer Company
    -  643rd Engineer Support Company
    - 142nd Engineer Detachment

  - 5th Engineer Detachment
  - 14th Engineer Detachment

### 311th Signal Command (Theater)
- 516th Signal Brigade
  - Headquarters & Headquarters Company
  -  30th Signal Battalion
    -  Headquarters & Headquarters Company
    -  396th Signal Company

  -  78th Signal Battalion - Sotto il controllo operativo dello U.S.Army Japan
    -  Headquarters & Headquarters Company
    -  287th Signal Company
    -  333rd Signal Company
    -  349th Signal Company

  -  307th Expeditionary Signal Battalion
    -  Headquarters & Headquarters Company
    -  Company A
    -  Company B
    -  Company C

  -  59th Signal Battalion
    -  Headquarters & Headquarters Company
    -  507th Signal Company

### 500th Military Intelligence Brigade
- Headquarters & Headquarters Company, Schofield Barracks, Hawaii
- 205th Military Intelligence Battalion (Operations), Fort Shafter, Hawaii
- 311th Military Intelligence Battalion (Forward Collection), Camp Zama, Giappone
- 715th Military Intelligence Battalion (Strategic SIGINT), Schofield Barracks, Hawaii
- 301st Military Intelligence Battalion (Theater Support) (USAR), Phoenix, Arizona

### 5th Battlefield Coordination Center, Joint Base Pearl Harbor-Hickam, Hawaii
Coordina le operazioni con la U.S.A.F. attraverso il 613th Air Operations Center